# نوریا ریال
نوریا ریال (اسپانیایی: Nuria Rial‎؛ زادهٔ ۵ مه ۱۹۷۵) یک خواننده سوپرانوی اپرا اهل اسپانیا است.
او موسیقی را در «هنرستان موسیقی بارسلون» و از سال ۱۹۹۵ میلادی آغاز نمود و موفق به دریافتِ دیپلم آواز و نوازندگی پیانو شد. سپس از سال ۱۹۹۸ تا ۲۰۰۲ میلادی در «آکادمی موسیقی بازل» حضور یافت و دیپلم «تک‌خوان» را در رشته آواز به‌دست‌آورد.
تخصص او در موسیقی دوره باروک و رنسانس، به‌ویژه آثارِ جرج فردریک هندل و کلودیو مونته‌وردی است.
وی در سال ۲۰۰۹ میلادی برندهٔ «جایزهٔ اِکو کلاسیک» در شاخهٔ «بانوی هنرمند سال» شد. همچنین در سال ۲۰۱۲، برندهٔ «جایزه موسیقی اپرایی برتر سال» بابت اجرای آریاهایی از «گیورگ فیلیپ تیلمان» گردید.